# جانوی اتومبیل
جانوی اتومبیل (انگلیسی: Jonway Automobile) شرکت خودروسازی چینی است، که در سال ۲۰۰۳ تأسیس شد.